# Telemark-Weltcup in Bad Hindelang
Der Telemark-Weltcup in Bad Hindelang gehört seit Saison 2005 mit einigen Unterbrechungen zum Telemark-Weltcup. Er wird vom Internationalen Ski-Verband (FIS) und wurde bis 2015 vom Allgäuer Skiverband zusammen mit Christian Leicht als OK-Chef und die Verantwortlichen des Deutschen Skiverbandes (DSV) in Personalunion veranstaltet. 2015 war erstmals der SV Hindelang zusammen mit dem DSV Ausrichter. Verantwortlich waren seitens des SV Hindelangs, Vorstand Manfred Berktold und seitens des DSV Christian Leicht. Die Rennen werden im Alpinen Trainingszentrum Allgäu (ATA) ausgetragen.

## Geschichte
Die Idee für einen Weltcup in Deutschland hatte der Verantwortliche des DSV und Mitglied im Komitee Telemark der FIS Christian Leicht. Christian Leicht hat sich mit Bad Hindelang/Oberjoch für eine Austragung für die Saison 2005 beworben und erhielt den Zuschlag. Denn Oberjoch hatte in der Vergangenheit viel Erfahrung mit anderen Veranstaltungen. In den Jahren 2006, 2008 bis 2010 und 2012 bis 2014 gab es in Bad Hindelang/Oberjoch keinen Weltcup, weil der Weltcup viel Geld kostet und dieses Geld muss gesammelt werden. Außer Christian Leicht konnte niemand etwas dazu betragen und deshalb wollte er nicht jedes Jahr in Deutschland einen Weltcup austragen. In der Saison 2016/17 hat man am ersten Tag die Disziplin Classic-Sprint gegen Parallelsprint getauscht. Wegen Orkan Sabine mussten die Rennen im Classic-Sprint und Parallelsprint bei den Damen und Männer in der Saison 2019/20 abgesagt werden. Denn die zuvor präparierte Rennpiste war nach dem Sturm in einem zu schlechten Zustand, um Rennen zu veranstalten.

## Ergebnisse

### Damen
| Auflage | Saison  | Disziplin        | Sieger                              | Zweiter                             | Dritter                             |
| ------- | ------- | ---------------- | ----------------------------------- | ----------------------------------- | ----------------------------------- |
| 01      | 2005    | Classic          | Sigrid Rykhus                       | Sandra Hælldahl                     | Ingrid Hellberg                     |
| 01      | 2005    | Riesenslalom     | Sigrid Rykhus                       | Katinka Knudsen                     | Francoise Matter                    |
| 02      | 2007    | Classic-Sprint   | Astrid Sturm                        | Katinka Knudsen                     | Monika Rieder                       |
| 02      | 2007    | Riesenslalom     | Astrid Sturm                        | Katinka Knudsen                     | Sigrid Rykhus                       |
| 02      | 2007    | Classic          | Amélie Reymond                      | Sigrid Rykhus                       | Astrid Sturm                        |
| 03      | 2011    | Riesenslalom     | Amélie Reymond                      | Susann Schubert                     | Katinka Knudsen                     |
| 03      | 2011    | Classic-Sprint   | Amélie Reymond                      | Susann Schubert                     | Katinka Knudsen                     |
| 04      | 2014/15 | Classic-Sprint   | Amélie Reymond                      | Argeline Tan-Bouquet                | Simone Oehrli                       |
| 04      | 2014/15 | Parallelsprint   | Amélie Reymond                      | Mathilde Ilebrekke                  | Johanna Holzmann                    |
| 05      | 2015/16 | Classic-Sprint   | Amélie Reymond                      | Mathilde Ilebrekke                  | Guro Helde Kjølseth                 |
| 05      | 2015/16 | Parallelsprint   | Amélie Reymond                      | Johanna Holzmann                    | Guro Helde Kjølseth                 |
| 06      | 2016/17 | Parallelsprint 1 | Amélie Reymond                      | Guro Helde Kjølseth                 | Argeline Tan-Bouquet                |
| 06      | 2016/17 | Parallelsprint   | Amélie Reymond                      | Guro Helde Kjølseth                 | Beatrice Zimmermann                 |
| 07      | 2017/18 | Classic-Sprint   | Beatrice Zimmermann                 | Argeline Tan-Bouquet                | Jasmin Taylor                       |
| 07      | 2017/18 | Parallelsprint   | Johanna Holzmann                    | Beatrice Zimmermann                 | Argeline Tan-Bouquet                |
| 08      | 2018/19 | Classic-Sprint   | Amélie Wenger-Reymond 2             | Johanna Holzmann                    | Jasmin Taylor                       |
| 08      | 2018/19 | Parallelsprint   | Amélie Wenger-Reymond               | Johanna Holzmann                    | Jasmin Taylor                       |
| 09      | 2019/20 | Classic-Sprint   | Aufgrund von Orkan Sabine abgesagt. | Aufgrund von Orkan Sabine abgesagt. | Aufgrund von Orkan Sabine abgesagt. |
| 09      | 2019/20 | Parallelsprint   | Aufgrund von Orkan Sabine abgesagt. | Aufgrund von Orkan Sabine abgesagt. | Aufgrund von Orkan Sabine abgesagt. |

### Männer
| Auflage | Saison  | Disziplin        | Sieger                              | Zweiter                             | Dritter                             |
| ------- | ------- | ---------------- | ----------------------------------- | ----------------------------------- | ----------------------------------- |
| 01      | 2005    | Classic          | Eirik Rykhus                        | Bjørn Fisker                        | Kjetil Søvik                        |
| 01      | 2005    | Riesenslalom     | David Primožič                      | Eirik Rykhus                        | Per Lindström                       |
| 02      | 2007    | Classic-Sprint   | Eirik Rykhus                        | Philippe Lau                        | Børge Søvik                         |
| 02      | 2007    | Riesenslalom     | Eirik Rykhus                        | Børge Søvik                         | Daniel Halsnes                      |
| 02      | 2007    | Classic          | Eirik Rykhus                        | Børge Søvik                         | Sepp Brunner                        |
| 03      | 2011    | Riesenslalom     | Eirik Rykhus                        | Mattias Wagenius                    | Chris Lau                           |
| 03      | 2011    | Classic-Sprint   | Philippe Lau                        | Thomas Sand Nordberg                | Harald Kværner                      |
| 04      | 2014/15 | Classic-Sprint   | Tobias Müller                       | Trym Nygaard Løken                  | Nicolas Michel                      |
| 04      | 2014/15 | Parallelsprint   | Philippe Lau                        | Clément Bergeretti                  | Nicolas Michel                      |
| 05      | 2015/16 | Classic-Sprint   | Tobias Müller                       | Philippe Lau                        | Nicolas Michel                      |
| 05      | 2015/16 | Parallelsprint   | Philippe Lau                        | Tobias Müller                       | Trym Nygaard Løken                  |
| 06      | 2016/17 | Parallelsprint 1 | Tobias Müller                       | Nicolas Michel                      | Philippe Lau                        |
| 06      | 2016/17 | Parallelsprint   | Jonas Schmid                        | Stefan Matter                       | Trym Nygaard Løken                  |
| 07      | 2017/18 | Classic-Sprint   | Philippe Lau                        | Nicolas Michel                      | Stefan Matter                       |
| 07      | 2017/18 | Parallelsprint   | Nicolas Michel                      | Trym Nygaard Løken                  | Stefan Matter                       |
| 08      | 2018/19 | Classic-Sprint   | Bastien Dayer                       | Jonas Schmid                        | Benedikt Holzmann                   |
| 08      | 2018/19 | Parallelsprint   | Trym Nygaard Løken                  | Philippe Lau                        | Stefan Matter                       |
| 09      | 2019/20 | Classic-Sprint   | Aufgrund von Orkan Sabine abgesagt. | Aufgrund von Orkan Sabine abgesagt. | Aufgrund von Orkan Sabine abgesagt. |
| 09      | 2019/20 | Parallelsprint   | Aufgrund von Orkan Sabine abgesagt. | Aufgrund von Orkan Sabine abgesagt. | Aufgrund von Orkan Sabine abgesagt. |